# F.E.A.R. Files
F.E.A.R. Files — сборник компьютерных игр, выпущенный для Xbox 360 компанией Vivendi Games в 2007 году. Представляет собой собрание из двух дополнений для игр серии F.E.A.R. — Extraction Point и Perseus Mandate. Изначально разработанные TimeGate Studios для персонального компьютера, эти дополнения были впервые изданы на Xbox 360 в составе F.E.A.R. Files. За портирование на Xbox 360 отвечала компания Day 1 Studios.

## Обзор
F.E.A.R. Files объединяет содержимое двух ранее выпущенных дополнений — F.E.A.R. Extraction Point и F.E.A.R. Perseus Mandate. Оба они являются самостоятельными аддонами для оригинальной игры F.E.A.R., и, соответственно, входят в одноимённую серию игр. Оба дополнения не выходили раздельно на этой платформе и были изданы только в комплекте F.E.A.R. Files. Помимо самих дополнений, разработчики добавили новые сценарии для уникального Xbox 360-режима Instant Action, а также дополнительные возможности в многопользовательской игре.

## Рецензии и оценки
| Сводный рейтинг | Сводный рейтинг |
| Агрегатор       | Оценка          |
| --------------- | --------------- |
| GameRankings    | 66,52 %         |

Обозреватель сайта IGN Эрик Брудвиг поставил F.E.A.R. Files 6.7 баллов из 10 возможных. В своём обзоре он раскритиковал графику, которая, по его мнению выглядит хуже, чем в оригинальных версиях для ПК. Тем не менее, он отметил, что владельцы Xbox 360 были вознаграждены за долгое ожидание эксклюзивным содержанием, которого лишены пользователи ПК-версии. Джейсон Окампо из Gamespot оценил сборник в 7 баллов 10, заключив, что F.E.A.R. Files — «это отличный комплект, обращающийся напрямую к фанам F.E.A.R. на Xbox 360».